# 2016-os Honda Indy Grand Prix of Alabama
A 2016-os Honda Indy Grand Prix of Alabama volt a 2016-os IndyCar Series szezon negyedik futama. A versenyt április 24-én rendezték meg az alabamai Birminghamben. A versenyt az NBCSN közvetítette.

## Nevezési lista
| Csapat                         | Első versenyző | Első versenyző     | Második versenyző | Második versenyző | Harmadik versenyző | Harmadik versenyző | Negyedik versenyző | Negyedik versenyző |
| ------------------------------ | -------------- | ------------------ | ----------------- | ----------------- | ------------------ | ------------------ | ------------------ | ------------------ |
| Team Penske                    | 2              | Juan Pablo Montoya | 3                 | Hélio Castroneves | 12                 | Will Power         | 22                 | Simon Pagenaud     |
| Schmidt Peterson Motorsports   | 5              | James Hinchcliffe  | 7                 | Mihail Aljosin    |                    |                    |                    |                    |
| Chip Ganassi Racing Teams      | 8              | Max Chilton        | 9                 | Scott Dixon       | 10                 | Tony Kanaan        | 83                 | Charlie Kimball    |
| KVSH Racing                    | 11             | Sébastien Bourdais |                   |                   |                    |                    |                    |                    |
| A.J. Foyt Enterprises          | 14             | Szató Takuma       | 41                | Jack Hawksworth   |                    |                    |                    |                    |
| Rahal Letterman Lanigen Racing | 15             | Graham Rahal       |                   |                   |                    |                    |                    |                    |
| Dale Coyne Racing              | 18             | Conor Daly         | 19                | Luca Filippi      |                    |                    |                    |                    |
| Ed Carpenter Racing            | 21             | Josef Newgarden    |                   |                   |                    |                    |                    |                    |
| Andretti Autosport             | 26             | Carlos Muñoz       | 27                | Marco Andretti    | 28                 | Ryan Hunter-Reay   |                    |                    |
| Andretti Herta Autosport       | 98             | Alexander Rossi    |                   |                   |                    |                    |                    |                    |

## Időmérő
Az időmérőt április 23-án, délután tartották. A pole-pozíciót Simon Pagenaud szerezte meg Will Power és Josef Newgarden előtt. A nap vesztese Juan Pablo Montoya volt, aki az utolsó helyre kvalifikált.
| Helyezés              | #  | Versenyző          | Csapat                          | Első csoport | Második csoport | Top 12 | Fast 6 |
| --------------------- | -- | ------------------ | ------------------------------- | ------------ | --------------- | ------ | ------ |
| 1.                    | 22 | Simon Pagenaud     | Team Penske                     | 1:06,7262    |                 |        |        |
| 2.                    | 12 | Will Power         | Chip Ganassi Racing             | 1:06,9421    |                 |        |        |
| 3.                    | 21 | Josef Newgarden    | Ed Carpenter Racing             | 1:07,6822    |                 |        |        |
| 4.                    | 9  | Scott Dixon        | Chip Ganassi Racing             | 1:07,2083    |                 |        |        |
| 5.                    | 11 | Sébastien Bourdais | KVSH Racing                     | 1:07,2965    |                 |        |        |
| 6.                    | 15 | Graham Rahal       | Rahal Letterman Lannigan Racing | 1:07,6388    |                 |        |        |
| 7.                    | 3  | Hélio Castroneves  | Team Penske                     | 1:07,0129    |                 |        |        |
| 8.                    | 5  | James Hinchcliffe  | Schmidt Peterson Motorsports    | 1:07,0955    |                 |        |        |
| 9.                    | 10 | Tony Kanaan        | Chip Ganassi Racing             | 1:07,1715    |                 |        |        |
| 10.                   | 83 | Charlie Kimball    | Chip Ganassi Racing             | 1:07,3020    |                 |        |        |
| 11.                   | 8  | Max Chilton        | Chip Ganassi Racing             | 1:08,0728    |                 |        |        |
| 12.                   | 19 | Luca Filippi       | Dale Coyne Racing               | 1:08,3655    |                 |        |        |
| 13.                   | 7  | Mihail Aljosin     | Schmidt Peterson Motorsports    | 1:07,2417    |                 |        |        |
| 14.                   | 41 | Jack Hawksworth    | A.J. Foyt Enterprises           | 1:07,2360    |                 |        |        |
| 15.                   | 26 | Carlos Muñoz       | Andretti Autosport              | 1:07,2435    |                 |        |        |
| 16.                   | 14 | Szató Takuma       | A.J. Foyt Enterprises           | 1:07,2385    |                 |        |        |
| 17.                   | 18 | Conor Daly         | Dale Coyne Racing               | 1:07,2974    |                 |        |        |
| 18.                   | 28 | Ryan Hunter-Reay   | Andretti Autosport              | 1:07,4449    |                 |        |        |
| 19.                   | 27 | Marco Andretti     | Andretti Autosport              | 1:07,6570    |                 |        |        |
| 20.                   | 98 | Alexander Rossi    | Andretti Herta Autosport        | 1:07,5612    |                 |        |        |
| 21.                   | 2  | Juan Pablo Montoya | Team Penske                     | 1:07,5627    |                 |        |        |
| HIVATALOS VÉGEREDMÉNY |    |                    |                                 |              |                 |        |        |

## Rajtfelállás
| Rajtsor | Belső ív | Belső ív           | Külső ív | Külső ív          |
| ------- | -------- | ------------------ | -------- | ----------------- |
| 1.      | 22       | Simon Pagenaud     | 12       | Will Power        |
| 2.      | 21       | Josef Newgarden    | 9        | Scott Dixon       |
| 3.      | 11       | Sébastien Bourdais | 15       | Graham Rahal      |
| 4.      | 3        | Hélio Castroneves  | 5        | James Hibchcliffe |
| 5.      | 10       | Tony Kanaan        | 83       | Charlie Kimball   |
| 6.      | 8        | Max Chilton        | 19       | Luca Filippi      |
| 7.      | 7        | Mihail Aljosin     | 41       | Jack Hawksworth   |
| 8.      | 26       | Carlos Muñoz       | 14       | Szató Takuma      |
| 9.      | 18       | Conor Daly         | 28       | Ryan Hunter-Reay  |
| 10.     | 27       | Marco Andretti     | 98       | Alexander Rossi   |
| 11.     | 2        | Juan Pablo Montoya |          |                   |

## Verseny
A versenyt április 24-én, délután tartották. Pagenaud a rajt után megtartotta a vezető helyét, majd szerencséjére Bourdais elmérte az ötös kanyart és megforgatta legnagyobb riválisát, Scott Dixont, aki így a huszadik helyre esett vissza. Pagenaud növelni tudta előnyét csapattársával, Will Powerrel szemben, akit a tavalyi győztes,  Josef Newgarden és Graham Rahal követett. A francia növelni tudta előnyét mindaddig, míg utol nem érte a lekörözendő Conor Daly-t, de sehogysem tudta megelőzni. Ezáltal Powerék utolérték őket, de előzés még mindig nem történt. A boxkiállás után Pagenaud átlépte az amerikait, de a többiek is viszonylag gyorsan átjutottak rajta.
Innentől kezdve a lekörözések jelentették az izgalmakat, hiszen a második kerékcserék után sem változott a sorrend, leszámítva, hogy Rahal feljött a második helyre. A futam vége fele Pagenaud ismét utolért néhány pilótát, de előzni szintén nem tudott, így a Rahallal kialakított hét másodperces előnye gyorsan elolvadt. A 82. körben a hetes kanyarban Graham megpróbálta megelőzni a Team Penske versenyzőjét, de összeértek, Pagenaud pedig visszaesett a második helyre. Az amerikai azonban szintén nem tudta megelőzni Jack Hawksworth-ot, sőt a 85. körben eltalálta első szárnyával, ezért autója sokat lassult.
Egy körrel később Pagenaud visszavette vezető helyét, és több mint, 13 másodperces előnnyel nyerte meg zsinórban a második versenyét. Második Rahal lett, Newgarden pedig az utolsó körökben megelőzte Power, és feljött a harmadik helyre, az ötödik pedig az utolsó helyről rajtoló Montoya lett.
| Helyezés              | #  | Versenyző          | Csapat                         | Futott kör        | Rajthely | Élen töltött körök száma | Pont |
| --------------------- | -- | ------------------ | ------------------------------ | ----------------- | -------- | ------------------------ | ---- |
| 1.                    | 22 | Simon Pagenaud     | Team Penske                    | 90 (1:48:42,3334) | 1        | 84                       | 54   |
| 2.                    | 15 | Graham Rahal       | Rahal Letterman Lanigan Racing | 90                | 6        | 6                        | 41   |
| 3.                    | 21 | Josef Newgarden    | Ed Carpenter Racing            | 90                | 3        | –                        | 35   |
| 4.                    | 12 | Will Power         | Team Penske                    | 90                | 2        | –                        | 32   |
| 5.                    | 2  | Juan Pablo Montoya | Team Penske                    | 90                | 21       | –                        | 30   |
| 6.                    | 5  | James Hinchcliffe  | Schmidt Peterson Motorsports   | 90                | 8        | –                        | 28   |
| 7.                    | 3  | Hélio Castroneves  | Team Penske                    | 90                | 7        | –                        | 26   |
| 8.                    | 10 | Tony Kanaan        | Chip Ganassi Racing            | 90                | 9        | –                        | 24   |
| 9.                    | 83 | Charlie Kimball    | Chip Ganassi Racing            | 90                | 10       | –                        | 22   |
| 10.                   | 9  | Scott Dixon        | Chip Ganassi Racing            | 90                | 4        | –                        | 20   |
| 11.                   | 28 | Ryan Hunter-Reay   | Andretti Autosport             | 90                | 18       | –                        | 19   |
| 12.                   | 27 | Marco Andretti     | Andretti Autosport             | 90                | 19       | –                        | 18   |
| 13.                   | 14 | Szató Takuma       | A.J. Foyt Enterprises          | 90                | 16       | –                        | 17   |
| 14.                   | 26 | Carlos Muñoz       | Andretti Autosport             | 90                | 15       | –                        | 16   |
| 15.                   | 98 | Alexander Rossi    | Andretti Herta Autosport       | 90                | 20       | –                        | 15   |
| 16.                   | 11 | Sébastien Bourdais | KVSH Racing                    | 89                | 5        | –                        | 14   |
| 17.                   | 7  | Mihail Aljosin     | Schmidt Peterson Autosport     | 89                | 13       | –                        | 13   |
| 18.                   | 19 | Luca Filippi       | Dale Coyne Racing              | 89                | 12       | –                        | 12   |
| 19.                   | 41 | Jack Hawksworth    | A.J. Foyt Enterprises          | 89                | 14       | –                        | 11   |
| 20.                   | 18 | Conor Daly         | Dale Coyne Racing              | 89                | 17       | –                        | 10   |
| 21.                   | 8  | Max Chilton        | Chip Ganassi Racing            | 89                | 11       | –                        | 9    |
| HIVATALOS VÉGEREDMÉNY |    |                    |                                |                   |          |                          |      |

## Statisztikák
Az élen töltött körök száma
- Simon Pagenaud: 84 kör (1–19), (22–81), (86–90)
- Graham Rahal: 6 kör (20–21), (82–85)

## A bajnokság élmezőnyének állása a verseny után
| Pozíció | Versenyző          | Pont |
| ------- | ------------------ | ---- |
| 1       | Simon Pagenaud     | 188  |
| 2       | Scott Dixon        | 140  |
| 3       | Juan Pablo Montoya | 136  |
| 4       | Hélio Castroneves  | 118  |
| 5       | Tony Kanaan        | 106  |